# Віто Манноне
Віто Манноне (італ. Vito Mannone, нар. 2 березня 1988, Дезіо) — італійський футболіст, воротар клубу Ліги 1 «Лілль». Грав за молодіжну збірну Італії. Раніше Манноне виступав за «Арсенал», «Барнслі», «Галл Сіті», «Сандерленд», «Редінг», «Міннесота Юнайтед», «Есб'єрг» і «Монако».

## Клубна кар'єра
Народився 2 березня 1988 року в місті Дезіо. Вихованець юнацьких команд футбольних клубів «Аталанта» та «Арсенал».
У дорослому футболі дебютував виступами на умовах оренди за команду клубу «Барнслі», за яку відіграв у двох матчах восени 2006 року.
Після повернення з оренди до «Арсенала» молодий італієць довгий час взагалі не потрапляв до заявки головної команди клубу для участі в офіційних турнірах. Лише влітку 2008 року, коли команду залишив Єнс Леманн, Манноне став потрапляти до заявки «Арсенала» як третій воротар. В останньому матчі сезону 2008-09 проти «Сток Сіті» Манноне нарешті провів свою першу гру у Прем'єр-лізі. Наступного сезону додав до свого активу ще п'ять матчів національного чемпіонату та три гри в рамках тогорічної ліги чемпіонів.
Сезон 2010–2011 провів в оренді у складі «Халл Сіті», згодом відіграв за цю ж команду першу половину 2012 року.
Влітку 2012 року повернувся до «Арсенала», де на нього знову чекало місце третього голкіпера. Втім, з огляду на травми обох основних воратарів «канонірів» Войцеха Щенсного та Лукаша Фабіанського, Манноне отримав шанс проявити себе вже у другій грі сезону, зберігши свої ворота недоторканими у грі проти «Сток Сіті» (0:0). В наступному турі голкіпер також не дав гравцям суперника відзначитися забитим голом — лондонці з рахунком 2:0 здолали «Ліверпуль».
Влітку 2013 року перейшов як вільний агент до «Сандерленда». Спочатку був основним воротарем команди, проте згодом програв боротьбу за місце в основному складі і 19 липня 2017 року перейшов за орієнтовні 2 мільйони фунтів до друголігового англійського ж «Редінга».
У 2019–2020 роках грав на умовах оренди у США за «Міннесота Юнайтед» та у складі данського «Есб'єрга», після чого у вересні 2020 року уклав дворічну угоду з клубом французької Ліги 1 «Монако».

## Виступи за збірну
Протягом 2009–2010 років залучався до складу молодіжної збірної Італії. На молодіжному рівні зіграв у 6 офіційних матчах, пропустив 4 голи.

## Статистика виступів

### Статистика клубних виступів
Станом на 12 травня 2021
| Сезон                  | Команда                | Чемпіонат              | Чемпіонат | Чемпіонат | Національний кубок | Національний кубок | Національний кубок | Континентальні кубки | Континентальні кубки | Континентальні кубки | Інші змагання | Інші змагання | Інші змагання | Усього | Усього |
| Сезон                  | Команда                | Ліга                   | Ігор      | Голів     | Ліга               | Ігор               | Голів              | Ліга                 | Ігор                 | Голів                | Ліга          | Ігор          | Голів         | Ігор   | Голів  |
| ---------------------- | ---------------------- | ---------------------- | --------- | --------- | ------------------ | ------------------ | ------------------ | -------------------- | -------------------- | -------------------- | ------------- | ------------- | ------------- | ------ | ------ |
| 2006–07                | «Арсенал»              | ПЛ                     | 0         | 0         | КА+КЛ              | 0                  | 0                  | ЛЧ                   | 0                    | 0                    |               | -             | -             | 0      | 0      |
| 2007–08                | «Арсенал»              | ПЛ                     | 0         | 0         | КА+КЛ              | 0                  | 0                  | ЛЧ                   | 0                    | 0                    |               | -             | -             | 0      | 0      |
| 2008–09                | «Арсенал»              | ПЛ                     | 1         | -1        | КА+КЛ              | 0                  | 0                  | ЛЧ                   | 0                    | 0                    |               | -             | -             | 1      | -1     |
| 2009–10                | «Арсенал»              | ПЛ                     | 5         | -5        | КА+КЛ              | 0                  | 0                  | ЛЧ                   | 3                    | -3                   |               | -             | -             | 8      | -8     |
| 2010–11                | «Галл Сіті»            | ЧФЛ                    | 10        | -9        | КА+КЛ              | 0                  | 0                  |                      | -                    | -                    |               | -             | -             | 10     | -9     |
| 2011–12                | «Галл Сіті»            | ЧФЛ                    | 21        | -19       | КА+КЛ              | 2+0                | -2+0               |                      | -                    | -                    |               | -             | -             | 23     | -21    |
| Усього за «Галл Сіті»  | Усього за «Галл Сіті»  | Усього за «Галл Сіті»  | 31        | -28       |                    | 2                  | -2                 |                      | -                    | -                    |               | -             | -             | 33     | -30    |
| 2012–13                | «Арсенал»              | ПЛ                     | 9         | -9        | КА+КЛ              | 0                  | 0                  | ЛЧ                   | 4                    | -6                   |               | -             | -             | 13     | -15    |
| Усього за «Арсенал»    | Усього за «Арсенал»    | Усього за «Арсенал»    | 15        | -15       |                    | 0                  | 0                  |                      | 7                    | -9                   |               | -             | -             | 22     | -24    |
| 2013–14                | «Сандерленд»           | ПЛ                     | 29        | -38       | КА+КЛ              | 1+6                | -1-10              |                      | -                    | -                    |               | -             | -             | 36     | -49    |
| 2014–15                | «Сандерленд»           | ПЛ                     | 10        | -20       | КА+КЛ              | 3+0                | -3+0               |                      | -                    | -                    |               | -             | -             | 13     | -23    |
| 2015–16                | «Сандерленд»           | ПЛ                     | 19        | -23       | КА+КЛ              | 0+1                | -4+0               |                      | -                    | -                    |               | -             | -             | 20     | -27    |
| 2016–17                | «Сандерленд»           | ПЛ                     | 9         | -15       | КА+КЛ              | 2+0                | -2+0               |                      | -                    | -                    |               | -             | -             | 11     | -17    |
| Усього за «Сандерленд» | Усього за «Сандерленд» | Усього за «Сандерленд» | 67        | -96       |                    | 13                 | –                  |                      | -                    | -                    |               | -             | -             | 80     | -116   |
| 2017–18                | «Редінг»               | ЧФЛ                    | 41        | -59       | КА+КЛ              | 0                  | 0                  |                      | -                    | -                    |               | -             | -             | 41     | -59    |
| 2018–19                | «Редінг»               | ЧФЛ                    | 6         | -9        | КА+КЛ              | 0                  | 0                  |                      | -                    | -                    |               | -             | -             | 6      | -9     |
| Усього за «Редінг»     | Усього за «Редінг»     | Усього за «Редінг»     | 47        | -68       |                    | 0                  | 0                  |                      | -                    | -                    |               | -             | -             | 47     | -68    |
| 2019                   | «Міннесота Юнайтед»    | MLS                    | 34+1      | -43 + -2  | ВКСША              | 5                  | -7                 |                      | -                    | -                    |               | -             | -             | 40     | -52    |
| січ.-лип. 2020         | «Есб'єрг»              | СЛ                     | 12        | -23       | КД                 | 1                  | -4                 |                      | -                    | -                    |               | -             | -             | 13     | -27    |
| 2020–21                | «Монако»               | Л1                     | 9         | -14       | КФ                 | -                  | -                  |                      | -                    | -                    |               | -             | -             | 9      | -14    |
| Усього за кар'єру      |                        |                        | 215+1     | -287 + -2 |                    | 21                 | -33                |                      | 7                    | -9                   |               | -             | -             | 244    | -330   |